# Eduard Daubek
Eduard rytíř Daubek, v dobových českých pramenech uváděn i jako Edvard rytíř Doubek (13. prosince 1811 Praha – 10. května 1878 Praha), byl rakouský a český šlechtic, velkostatkář a politik německé národnosti, v 2. polovině 19. století poslanec Říšské rady.

## Biografie
Narodil se roku 1811 v Praze jako syn statkáře Franze Daubka (nar. 1778) a jeho manželky Josefy (nar. 1782).
Vystudoval gymnázium v Praze a absolvoval práva na Karlo-Ferdinandově univerzitě, kde roku 1836 promoval a získal titul doktora práv. Patřily mu četné nemovitosti, mimo jiné palác Platýz v centru Prahy, pozemky na Smíchově a statky v Chanovicích, Nové Vsi a Oseku. Prosazoval moderní metody zemědělské výroby. V roce 1872 byl povýšen do dědičného rytířského stavu.
Od zemských voleb v roce 1861 zasedal na Českém zemském sněmu, kam byl zvolen za kurii velkostatkářskou, nesvěřenecké velkostatky. Do sněmu se po krátké několikaměsíční přestávce vrátil v zemských volbách v březnu 1867.
Již od 60. letech 19. století se zapojil i do celostátní politiky. Zemský sněm ho v roce 1861 delegoval do Říšské rady (tehdy ještě volené nepřímo) za kurii velkostatkářskou. Znovu ve vídeňském parlamentu zasedal od roku 1867 a opětovně od roku 1870 (8. listopadu 1870 složil slib). Zemský sněm ho do parlamentu ve Vídni vyslal také roku 1872. Složil slib 14. května 1872. Uspěl i v prvních přímých volbách do Říšské rady roku 1873. Rezignace na mandát byla oznámena na schůzi 4. září 1877. K roku 1861 se uvádí jako velkostatkář s trvalým bydlištěm v Praze.
Uvádí se, že jako konzervativec odmítal návrhy reforem prosazovaných německorakouskými liberály. Hlásil se ovšem k německé národnosti, byť v národnostních otázkách (i kvůli faktu, že bratr Josef František Doubek se hlásil k českému táboru) vystupoval umírněně.
Zemřel 9. května 1882 v Praze, pohřben byl na Olšanech.
Politice se věnoval i syn Eduard Daubek mladší (1844–1912).